# خوسيه لويس كامينيرو
خوسيه لويس بيريز كامينيرو (بالإسبانية: José Luis Pérez Caminero)‏، من مواليد 8 نوفمبر 1967 في مدريد في إسبانيا، لاعب كرة قدم إسباني سابق.
بدأ مسيرته الكروية مع رديف نادي ريال مدريد في عام 1986، ولعب معهم حتى عام 1989، وفي عام 1989 لعب مع نادي بلد الوليد، ولعب معهم حتى عام 1993، وفي عام 1993 انتقل إلى نادي أتلتيكو مدريد، ولعب معهم حتى عام 1998، وشارك معهم في 149 مباراة وسجل 49 هدف، وفي عام 1998 انتقل إلى نادي بلد الوليد، ولعب معهم حتى عام 2004.
و قد لعب مع منتخب إسبانيا لكرة القدم 21 مباراة وسجل 8 أهداف.

## مسيرته الكروية
لعب خوسيه لويس كامينيرو خلال مسيرته الاحترافية مع 3 أندية في ثمانية عشر موسمًا وسجل خلالها 60 هدف ضمن 477 مباراة. حيث فاز في موسم واحد بالكأس وفي موسم واحد بالدوري.
خاض خوسيه لويس كامينيرو مسيرته مع نادي ريال مدريد كاستيا في موسم 1986–87 واستمر معه طيلة ثلاثة مواسم، مشاركًا في 39 مباراة سجل خلالها 4 أهداف. ثم انتقل إلى نادي ريال بلد الوليد في موسم 1989–90 في المرة الأولى ليلعب معه أربعة مواسم ثم في موسم 1998–99 ليلعب معه ستة مواسم، حيث شارك طوالها في 289 مباراة سجل خلالها 18 هدفًا. لينتقل بعدها إلى نادي أتلتيكو مدريد في موسم 1993–94 ليلعب معه خمسة مواسم، مشاركًا في 149 مباراة سجل خلالها 38 هدفًا.

## روابط خارجية
- خوسيه لويس كامينيرو على موقع الاتحاد الدولي (مؤرشف)  (الإنجليزية)
- خوسيه لويس كامينيرو على موقع الاتحاد الأوربي (الإنجليزية)
- خوسيه لويس كامينيرو على موقع قاعدة بيانات كرة القدم.إي يو (الإنجليزية)
- خوسيه لويس كامينيرو على موقع ناشيونال فوتبول تيمز (الإنجليزية)